# Vilnius
Vilnius (în germană Wilna, în poloneză Wilno, în belarusă Vilnia, în latina medievală Vilna) este capitala Lituaniei și a județului Vilnius cu 542.287 locuitori (2003). Vilnius a fost oraș component al Ligii Hanseatice. Este situat nu departe de granița cu Belarusul.
Centrul vechi istoric din Vilnius a fost înscris în anul 1994 pe lista patrimoniului cultural mondial UNESCO.
În Vilnius își are sediul o arhiepiscopie catolică. Universitatea din Vilnius a fost întemeiată în anul 1579, de regele polonez Ștefan Bathory.

## Geografie și populație
Vilnius este situat în sud-estul Lituaniei (54°41′ N 25°17′ E), la confluența râurilor Vilnia și Neris. Această locație necentrală poate fi atribuită faptului că granițele Lituaniei s-au schimbat significant în istorie: orașul era în ultimele secole nu doar centrul cultural al țării, dar și cel geografic.

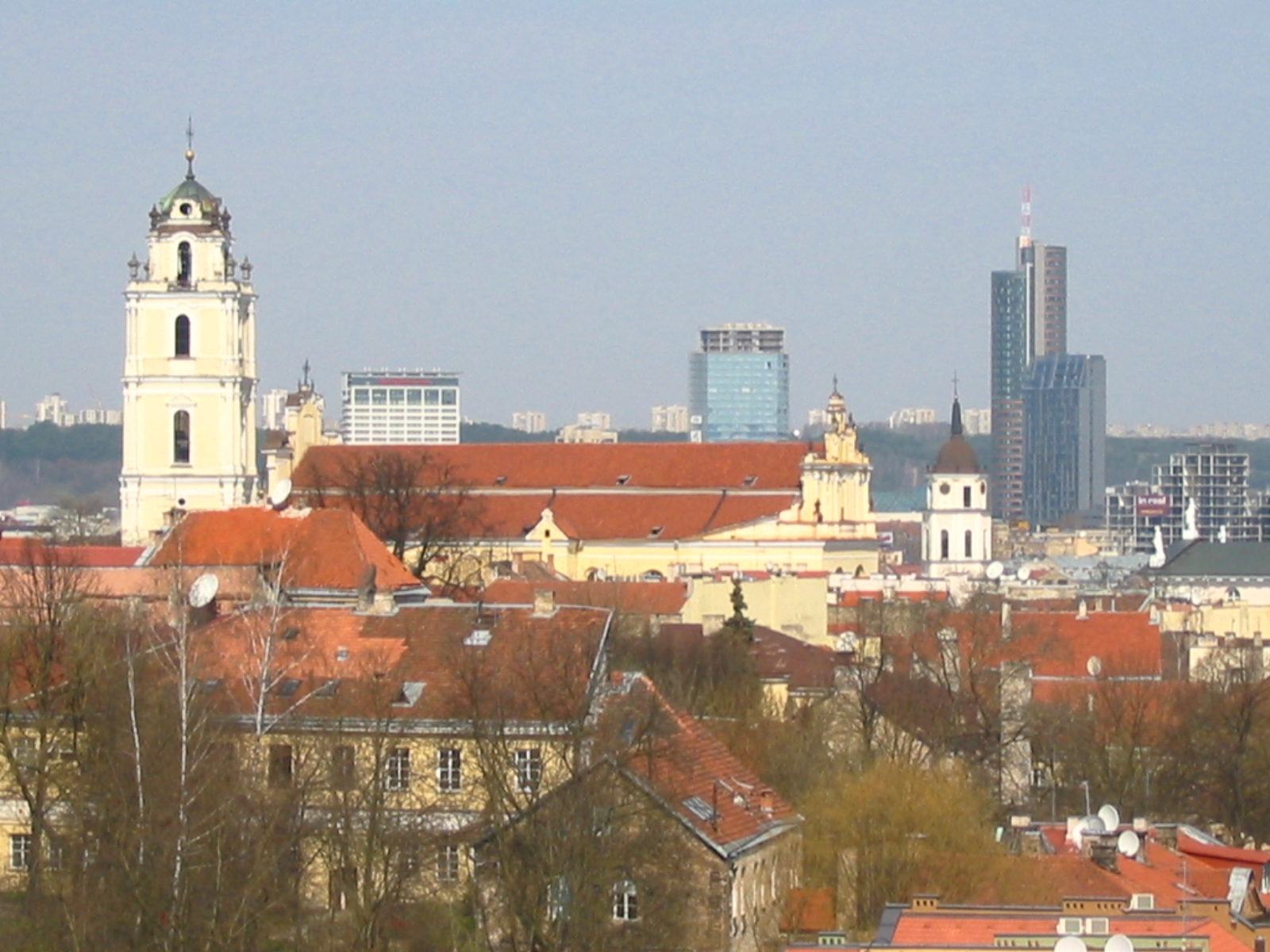
Vilnius

Distanța de la Vilnius la principalul port lituanian, Klaipėda, este de 312 km. De asemenea, orașul este la o distanță de 102 km de la Kaunas, 214 km de la Šiauliai și 135 km de la Panevėžys, aceste fiind toate orașe principale ale țării.
Suprafața municipiului Vilnius este de 402 km². 20,2% din această suprafată este ocupată de blocuri și alte construcții, 43,9% este zonă verde și 2,1% este apă.
Bazat pe statisticile recensământului din 2002, Vilnius are o populație de 542.287 de locuitori. Din aceștia, 57,8% sunt, etnic, lituanieni, 18,7% polonezi, 13,9% ruși și 4% belaruși.
În 1931, Vilnius era locuită în proporție de 66% de polonezi, 28% de evrei, 4% de ruși și alte minorități (lituanienii constituiau doar 0,8% din populația Vilniusului). Vecinătatea Vilnius a fost locuită în proporție de 85% de polonezi (districtul Vilnius-Trakai).

## Istorie
Vilnius a fost fondat în timpul domniei lui Gediminas, principe din 1316, cu ajutorul coloniștilor germani, și este din 1323 capitala Lituaniei.
În timpul uniunii polonezo-lituaniene (1385-1569), Vilnius a cunoscut o influență poloneză. În același timp, acesta era cel mai important centru al culturii iudaice din Europa de Nord. În al doilea Război Nordic, Vilnius a fost avariat de trupele suedeze. Din 1569, Vilnius și toată Lituania făceau de facto parte din Polonia. Vilnius a fost unul dintre cele mai importante orașe universitare poloneze (după Cracovia).
În 1795, după a treia împărțire a Polonia-Lituaniei, Vilnius a fost încorporată în Rusia. Vilnius este supusă unei puternice rusificări și a fost interzis să se vorbească poloneză, dar există cluburi secrete pentru dezvoltarea polonezei (școli secrete poloneze) și organizații de independență poloneză în oraș.
În 1920, orașul a fost anexat de Polonia, ca urmare a războiului polono-lituanian, dar lituanienii încă priveau orașul ca o capitală a lor (majoritatea locuitorilor zonei și orașului erau polonezi). În septembrie 1939 a fost ocupat de trupele sovietice. Între 1940 și 1990 a fost capitală a Republicii Sovietice Lituane, iar din 1990 a Republicii Lituania.
Până la cel de Al Doilea Război Mondial, în Vilnius locuiau mulți polonezi. Dar încă aproximativ 80.000-100.000 de polonezi trăiesc în Vilnius.

## Personalități
- Michał Andriolli (1836-1893), pictor
- Teodor Bujnicki (1907–1944), poet
- Jan Karol Chodkiewicz (1560-1621), politician polonez
- Icchak Cukierman (1915-1981) - one of the leaders of Warsaw Ghetto Uprising
- Elijah ben Solomon Gaon mi Vilna (1720-1797), kabbalist evreu
- Antoni Gorecki (1787-1861), scriitor
- Stanisław Jasiukiewicz (1921-1973), actor
- Mieczysław Karłowicz (1876-1909), compozitor polonez
- Pavel Keller (1883 - 1980), ofițer al Marinei Imperiale Ruse (submarinist, captain de rangul I) și apoi ofițer al Forțelor Terestre Române (colonel de informații), s-a născut în Vilnius
- Kazimierz Kontrym (1776-1836), scriitor și politician
- Czesław Miłosz (1911-2004), poet, laureat Nobel în literatură
- Maurycy Orgelbrand (1826-1904) și Samuel Orgelbrand (1810-1868)
- Bohdan Paczyński (1940-), astronom
- Jerzy Passendorfer (1923-2003), director de filme
- Artūras Paulauskas (b. 1953), președintele parlamentului lituanian (Seimas)
- Emilia Plater (1806-1831), revoluționară
- Kazimierz Plater (1915-2004), jucător de șah
- Ada Rusowicz (1944-1991), cântăreață
- Bolesław Bohusz-Siestrzeńcewicz (1869-1940), general
- Piotr Skarga (1536-1612), scriitor, primul rector a Academiei Wilno
- Irena Sławińska (1913-2004), istoriană
- Jędrzej Śniadecki (1768-1838), biolog și filozof
- Józef Świętorzecki (1876-1936), general
- Władysław Syrokomla (1823-1862), poet, scriitor și traducător
- Zygmunt Vogel (1764-1826), pictor
- Antoni Wiwulski (1877-1919), sculptor și arhitect
- Tomasz Zan (1796–1855), poet

## Transport
Vilnius este un centru important de transport în zona baltică. Este începutul autostrăzilor Vilnius-Kaunas-Klaipėda și Vilnius-Panevėžys. Deși este navigabil, râul Neris nu este folosit pentru transport maritim. În oraș este situat Aeroportul Internațional Vilnius, cel mai mare din țară. Gara Vilnius este de asemenea un centru important feroviar.
Rețeaua de transport în comun din Vilnius este compusă doar din troleibuze. În planificare este un sistem de tren suburban, similar cu un metrou.